# Pesa pubblica (Lipsia)
La Pesa pubblica, in tedesco Alte Waage (letteralmente in italiano Vecchia Pesa), è un edificio che sorge sul lato nord del Markt, la piazza principale della città tedesca di Lipsia, all'angolo con Katharinenstrasse. L'edificio fu costruito nel 1555 sotto la direzione del sindaco e costruttore Hieronymus Lotter (1497–1580) e del capomastro esecutivo Paul Speck († 1557). È un esempio di Rinascimento sassone.

## Storia
Dietro il timpano a volute a quattro ordini rivolto verso il mercato con meridiana nella parte superiore e torre scala davanti, la casa aveva due piani superiore e sottotetto e due piani sopra la cantina e il piano terra.
Il Pesa pubblica era il centro della Fiera di Lipsia, che allora veniva gestita come fiera di merci con vendita diretta. Qui tutte le merci dovevano essere pesate, dopodiché veniva riscosso il dazio, che la città condivideva con il sovrano. Le strutture e i locali necessari si trovavano al piano terra. La tesoreria cittadina riceveva attraverso il Pesa pubblica più di un quarto del suo reddito annuo totale.
Il seminterrato ospitava il bar del consiglio e il primo piano ospitava la sala da pranzo maschile. Dal 1558 al 1638 qui ebbe sede la scorta, responsabile della sicurezza stradale in cambio di un compenso di scorta. Dal 1590 l'edificio ospitò anche la sede dell'ufficio postale del consiglio di Lipsia con la sala delle Corriere espresso. Dal 1661 al 1712 qui ebbe sede l'ufficio postale elettorale sassone di Lipsia, che fu poi trasferito nell'Amtshof (edificio degli uffici) di Lipsia alla piazza delle Chiesa di San Tommaso (Thomaskirchhof).
Nel 1820 l'attività di pesatura fu trasferita davanti del centro della città. Di fronte all'Hallisches Tor, a nord, furono costruiti un nuovo edificio della Pesa pubblica e un ufficio doganale (entrambi non più conservati). Ecco perché l'edificio nel centro della città ora è stato chiamato Alte Waage (Vecchia pesa). Ora era utilizzato come edificio commerciale, ma fino al 1862 qui aveva anche un ufficio permanente la guardia municipale di Lipsia (Leipziger Kommunalgarde). Quando il timpano fu ristrutturato, la torre delle scale fu rimossa nel 1861.
Nel 1917 nell'edificio si trasferì il nuovo ufficio della fiera di Lipsia (Leipziger Messeamt), che vi rimase fino al 1943. Inoltre, in alcune stanze si stabilì temporaneamente la " Mitteldeutsche Rundfunk AG - Società per l'intrattenimento e l'istruzione (MIRAG)", fondata nel 1924. Il 1º marzo 1924 le stazioni radio in Germania iniziarono a trasmettere con l'antenna trasmittente sul Nuovo Johannishopital a Lipsia.
Il 4 dicembre 1943 un bombardamento aereo distrusse completamente l'edificio. Dopo che le macerie furono rimosse, la proprietà rimase non edificata per alcuni anni. L'area centrale dell'edificio è stata occupata da edifici temporanei per l'ufficio della fiera e successivamente per un'agenzia di viaggi. Nel 1963/1964 fu costruito un nuovo edificio su progetto dell'architetto di Lipsia Wolfgang Müller (1932–1992). L'intera struttura, compresa la facciata rivolta verso Katharinenstrasse, è un nuovo edificio moderno. Solo il frontone sud dopo il mercato è stato modellato sullo storico edificio rinascimentale, anche se come prima senza torre delle scale.
Dall'inizio del 1965 l'edificio veniva utilizzato dall'agenzia di viaggi della DDR. Nel 1994 è stato acquisito dalla compagnia assicurativa Alte Leipziger, che dal 1996 lo utilizza come sede della sua sede regionale. Al piano terra opera una catena di ristoranti fast food.

## Galleria d'immagini

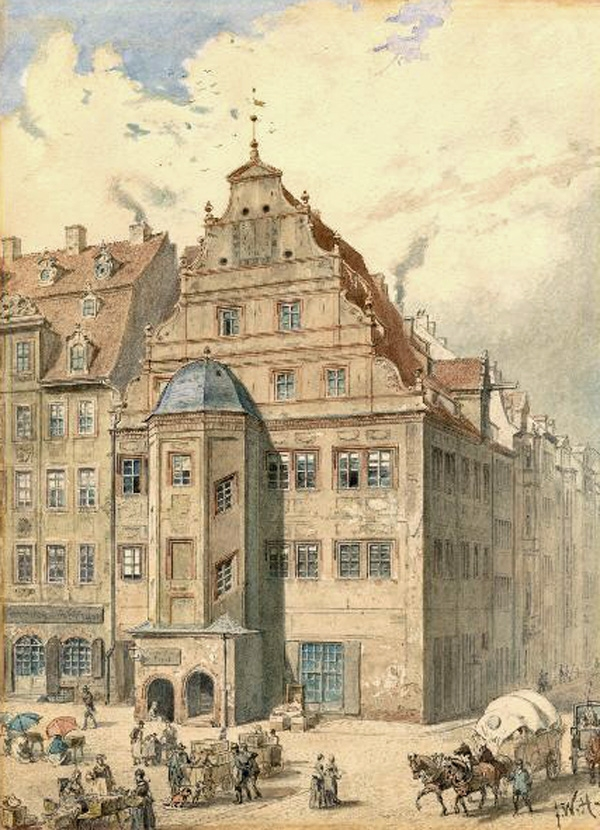
Alte Waage intorno al 1850
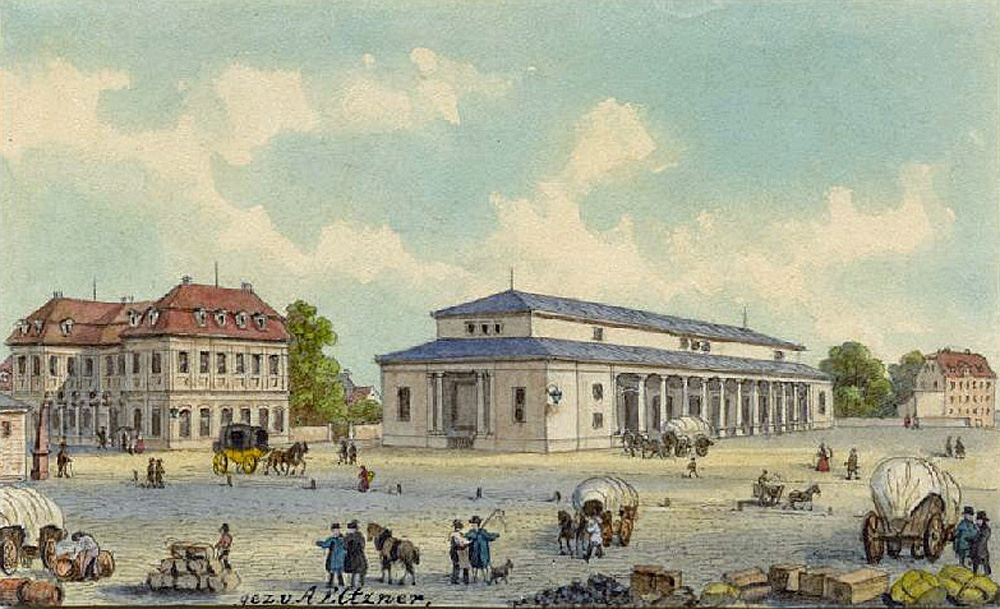
1846 all'Hallisches Tor con l'ufficio doganale (a sinistra) e il nuovo edificio della pesa (a destra)
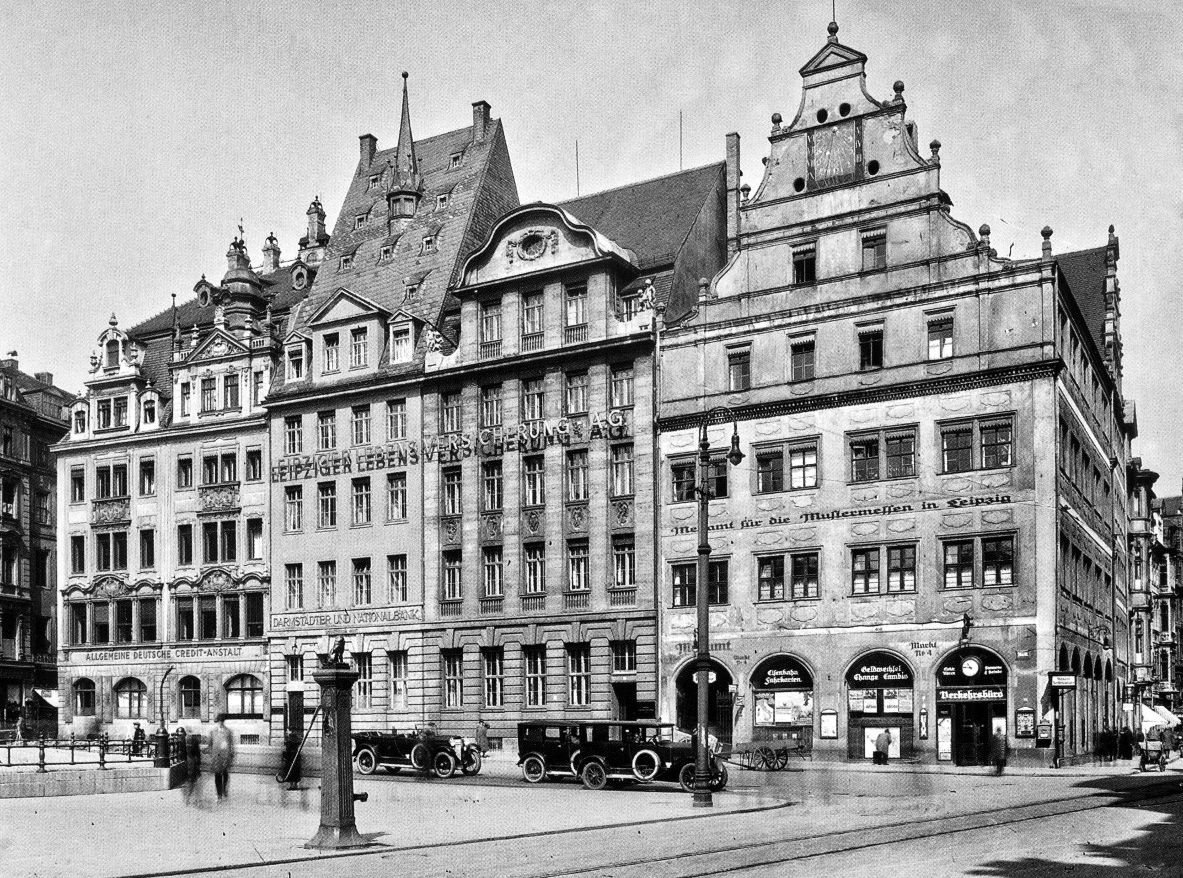
Alte Waage intorno al 1925